# Achenkirch
Achenkirch är en ort och kommun i distriktet Schwaz i förbundslandet Tyrolen i Österrike. Den norra delen av sjön Achensee ligger i kommunens södra del och i norr gränsar kommunen till Tyskland.